# Aegospotami
Aegospotami (Grieks: Αιγοσποταμοί, eigenlijk Geitenrivieren) was een stadje (aan een gelijknamige rivier gelegen) op de Thracische Chersonesos, nabij de Hellespont.
De Spartaanse vloot, die onder de leiding stond van de vlootvoogd Lysander, behaalde hier in 405 v.Chr., bij de slag bij Aegospotami, een beslissende overwinning op de Atheense vloot, waardoor er een feitelijk einde kwam aan de Peloponnesische Oorlog.